# Laphystotes albicans
Laphystotes albicans är en tvåvingeart som först beskrevs av Engel 1932.  Laphystotes albicans ingår i släktet Laphystotes och familjen rovflugor. Inga underarter finns listade i Catalogue of Life.